# Encadrement technique du Racing Club de Strasbourg
Vous lisez un « article de qualité » labellisé en 2011.

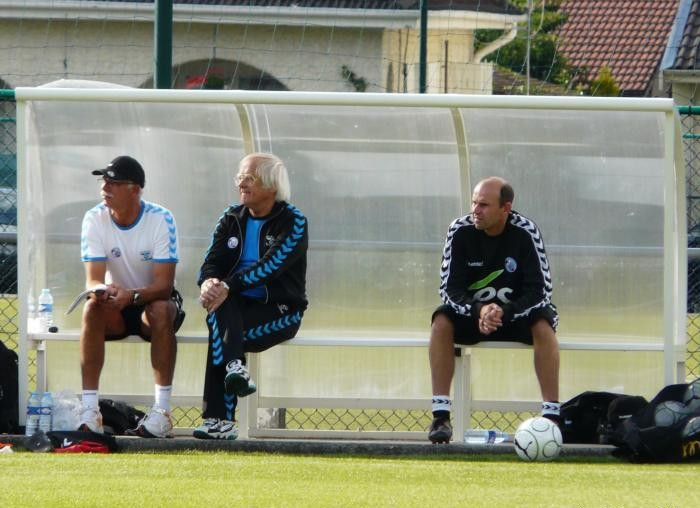
L'encadrement technique du club comprend à l'été 2009 un entraîneur principal (Gilbert Gress, au centre), un adjoint (Pascal Janin, à gauche) et un entraîneur des gardiens (Alexander Vencel, à droite).

L'encadrement technique du Racing Club de Strasbourg regroupe l'ensemble des techniciens chargés d'encadrer et de diriger sportivement l'équipe de football du Racing Club de Strasbourg et ses joueurs. Dans les premières années du club au début du XXe siècle, le joueur qui exerce la fonction de capitaine est le chef de l'équipe et décide de la formation de l'équipe et du placement des joueurs. À partir de la fin des années 1920, le rôle du capitaine devient moins important. Les aspects tactiques et la conduite des entraînements sont alors pris en charge par un entraîneur qui ne fait pas partie de l'effectif. Le poste d'entraîneur adjoint apparaît au RC Strasbourg dans les années 1980. Ce technicien est au service de l'entraîneur principal et l'aide à diriger l'entraînement. L'encadrement technique du club s'agrandit encore à partir des années 1990 avec la création des postes d'entraîneur des gardiens et de préparateur physique notamment.
Le premier entraîneur du RC Strasbourg est le Français Oscar Bongard en 1928. À l'époque de la Wunderteam, l'équipe nationale autrichienne à succès des années 1930, le Racing se dote essentiellement de techniciens autrichiens. Dans les années 1950, les premiers anciens joueurs du club exercent la fonction d'entraîneur, dont Pépi Humpal, Oscar Heisserer puis Robert Jonquet à partir de 1961. Les années 1964-1976 sont marquées par l'influence de Paul Frantz, un professeur étranger au monde du football professionnel, qui est entraîneur du RC Strasbourg sur quatre périodes différentes. Il insiste sur l'aspect tactique et sur la préparation physique des joueurs et, sous ses ordres, le club joue les premiers rôles. Le titre de champion de France 1979 est obtenu sous la houlette de Gilbert Gress, entraîneur emblématique du club alsacien, qui axe le jeu de son équipe sur les passes, la conservation du ballon et sa progression vers l'avant. L'instabilité du club strasbourgeois dans les années 1980 se traduit par une succession de treize entraîneurs durant cette décennie. C'est ensuite Jacky Duguépéroux qui laisse son empreinte au club en remportant trois coupes dans les années 1990 et 2000.

## Entraîneurs

### Historique

#### Débuts du club et rôle prépondérant du capitaine (1906-1928)

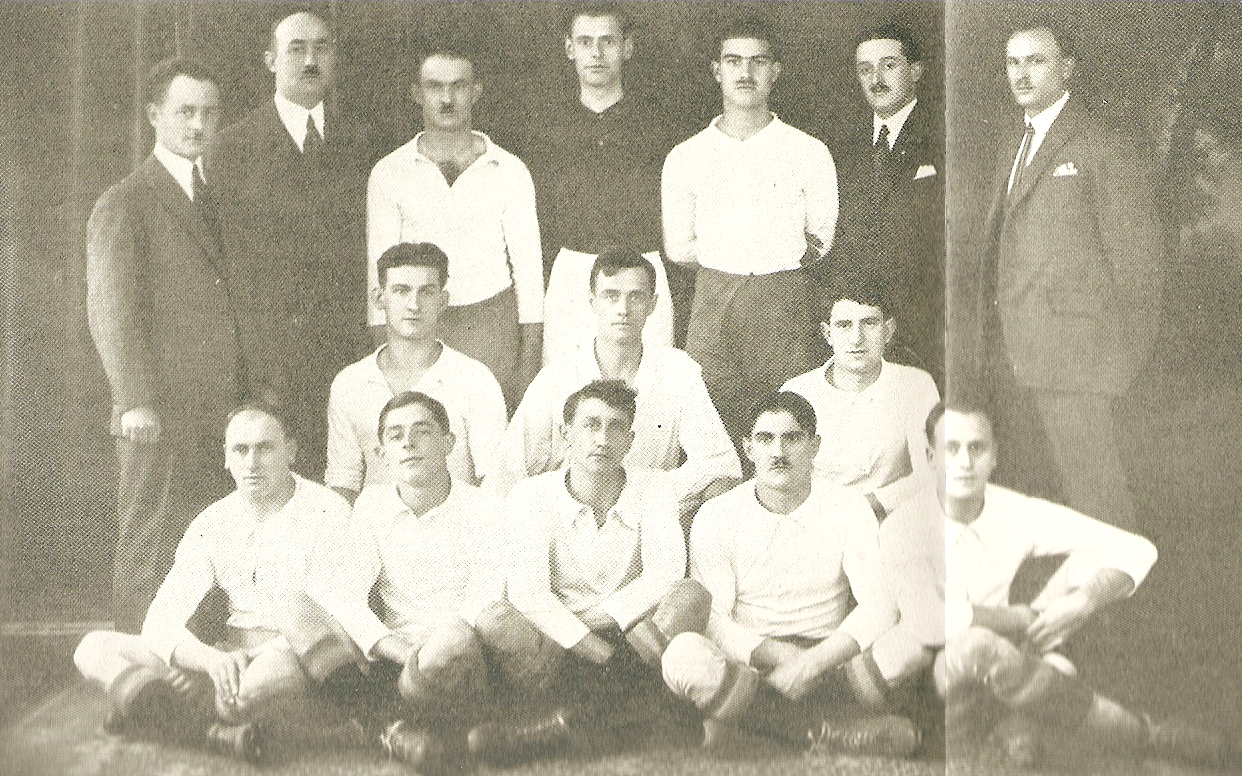
L'équipe 1922-1923 du capitaine Frédéric Schaeffer (debout, premier de la droite). Le capitaine de 1927 Maurice Weber est debout, troisième de la droite.

Après la création de l'équipe de football en 1906, le club enchaîne ses premiers matchs amicaux et les « défaites succèdent aux défaites ». Conscients d'avoir une équipe inexpérimentée, les membres de l'équipe décident de faire appel à des personnes extérieures. Ils s'entourent d'un directeur technique au cours d'une assemblée générale ayant lieu au début de l'année 1909.
Sur le terrain c'est néanmoins le capitaine qui dirige l'équipe. Le « Bulletin Mensuel », une publication mensuelle éditée par le club à partir de janvier 1922, précise ainsi dans son édition d'avril 1922 :

« 1. Ne peuvent être placés dans une équipe que les joueurs qui prennent régulièrement part à chaque match.
2. Le capitaine est le chef de l’équipe. Lui seul a le droit en cas de nécessité de faire un changement à la formation de l’équipe.
3. Il est interdit de quitter le terrain sans l’autorisation du capitaine. Par contre le capitaine a le droit d’expulser un joueur du terrain si celui-ci ne prend pas ses observations en considération. »

Un peu plus tard ce même périodique confirme ce rôle du capitaine dans son édition de décembre 1922 en y publiant les « 10 commandements du footballeur », la règle numéro quatre proclamant « Tu dois te soumettre strictement aux ordres de ton capitaine ». Le capitaine est lors de la saison du titre de champion d'Alsace 1923 Frédéric Schaeffer,, dit « Fritz » Schaeffer, qui joue dans l'équipe depuis 1920. Le titre de champion d'Alsace 1927 est obtenu sous la direction du capitaine et défenseur Maurice Weber, au club depuis 1922.

#### La période des techniciens autrichiens (1928-1944)
Le premier entraîneur connu du RC Strasbourg est Oscar Bongard, qui occupe le poste de 1928 à 1930. Vient ensuite l'Autrichien Adolf Riebe de 1930 à 1932, qui se fait auparavant un nom en Allemagne en remportant le championnat d'Allemagne 1926 en tant qu'entraîneur du SpVgg Greuther Fürth, et en dirigeant le Hambourg SV en 1926-1927. Le troisième technicien est Louis Neureuther lors de la saison 1932–1933.
À l'intersaison 1933, le RC Strasbourg adopte le statut professionnel et nomme l'Autrichien Robert Fischer au poste d'entraîneur. Après neuf victoires et six défaites dans le championnat de Division 2 1933-1934, il est remplacé en janvier 1934 par son compatriote Friedrich Kerr, entraîneur depuis une dizaine d'années notamment du SV Stuttgarter Kickers en Allemagne et de l'équipe d'Estonie. Sous la direction de celui-ci, le RCS améliore ses résultats - une seule défaite lors des onze dernières rencontres - et accroche la montée à l'issue des matchs de barrage en fin de saison. La deuxième saison de Friedrich Kerr est également une réussite : il mène le club à la deuxième place de la Division 1 1934-1935 à un point du champion le Football Club Sochaux-Montbéliard.

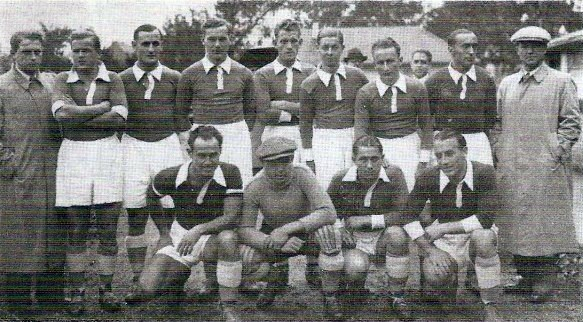
Josef Blum (debout, premier de la droite) est entraîneur de 1935 à 1938.

À l'époque de la Wunderteam, l'équipe nationale autrichienne à succès des années 1930 menée par le sélectionneur Hugo Meisl,, le Racing choisit un autre Autrichien comme successeur de Friedrich Kerr en la personne de Josef Blum. Celui-ci arrive en provenance du FK Austria Vienne qu'il mène à des victoires en Coupe d'Autriche et Coupe Mitropa en 1933. En trois saisons à la tête du RC Strasbourg, Josef Blum maintient le club dans le premier tiers du championnat de France et lui offre sa première finale de Coupe de France en 1937,.
L'Autrichien Charles Rumbold reprend l'équipe en main en juin 1938. Sous sa conduite, le club est dixième du championnat de France 1938-1939. Au début de la Seconde Guerre mondiale en septembre 1939, les habitants de la ville de Strasbourg incluant les joueurs du club sont évacués dans le Sud de la France. Le club est ainsi reformé l'espace d'une saison à Périgueux sous statut amateur et y remporte le titre de champion de Dordogne en 1940,. En 1940, l'Alsace est annexée au Troisième Reich et le club est intégré dans la compétition allemande de la Gauliga Elsass sous le nom germanisé de Rasensportclub Straßburg (« Club de sport sur pelouse de Strasbourg »). Durant ces années, c'est l'Allemand Karl Bostelaar qui dirige l'équipe.

#### Les premiers anciens joueurs aux commandes (1945-1964)
En 1945, Émile Veinante est nommé entraîneur du RC Strasbourg. Cet ancien footballeur professionnel et international français effectue l'essentiel de sa carrière de joueur dans les années 1930 au Racing Club de Paris avant de diriger cette équipe l'espace de trois saisons jusqu'en 1943 dans le championnat de France dit « de guerre ». Après une première saison moyenne, le Racing se classant douzième en championnat, le club retrouve les sommets du football français grâce à Veinante en 1946-1947 : à la clé, une place sur le podium de la Division 1 derrière le Club olympique Roubaix-Tourcoing et le Stade de Reims et une finale de Coupe de France, la deuxième après celle de 1937, perdue face au Lille Olympique Sporting Club. Le Racing est pris en main en 1947-1948 par le Danois Kaj Andrup, qui a déjà une expérience de la Division 1 à la tête du Club français et du Football Club de Nancy en 1933 et 1947 respectivement. Il obtient une sixième place en championnat puis est remplacé par Émile Veinante, qui retourne au RC Strasbourg l'espace d'une saison en 1948–1949. Cette seconde expérience est plus décevante puisque le club ne se classe que 17e et avant-dernier de la Division 1 1949, ne sauvant sa place dans l'élite qu'au bénéfice du forfait des Sports réunis Colmar.
C'est justement l'entraîneur du club colmarien Charles Nicolas qui rejoint le banc du RC Strasbourg à l'intersaison 1949. Il est le premier à offrir un titre national au club, la Coupe de France 1951 remporté face à l'US Valenciennes-Anzin 3-0 au stade olympique Yves-du-Manoir de Colombes. Le championnat suivant est un dur retour sur terre pour Charles Nicolas dont l'équipe totalise quatre victoires et 19 défaites après 30 journées. Il est remplacé à quatre journées de la fin par Segundo Pascual, ancien défenseur du club à la fin des années 1940, qui ne peut empêcher la descente en deuxième division. Le club prend un nouveau départ en Division 2 sous la coupe de Pépi Humpal, qui cumule les postes de joueur et d'entraîneur pendant trois saisons,. La première saison en 1952-1953 est celle de la remontée en Division 1. Le Racing de Humpal joue le haut du tableau les deux saisons suivantes en terminant respectivement sixième et quatrième.
L'entraîneur du Racing pendant la saison 1955–1956 s'appelle Oscar Heisserer. Il connaît le club pour y avoir joué en tant que milieu offensif de 1934 à 1938 puis de 1945 à 1949, avant d'entamer sa carrière d'entraîneur au sein de l'Olympique lyonnais pendant six saisons,. Ses successeurs sont Jean Avellaneda en 1956–1957 et Ferdinand Faczinek en 1957-1958, avec comme résultat une descente et une remontée immédiate en D1. Pépi Humpal revient au club en 1958 mais ne réédite pas les bonnes performances obtenues quelques années plus tôt, terminant même son bail par une descente en D2 en 1960. Émile Veinante reprend alors les rênes du club strasbourgeois pour la troisième fois. L'équipe est en pleine restructuration et Veinante a comme objectif de pratiquer un jeu offensif et spectaculaire,. Il réussit à faire remonter le club en première division dès sa première année en 1961 et à faire revenir le public au stade de la Meinau. La responsabilité de l'équipe lui est néanmoins retirée la saison suivante, le club peinant à trouver ses marques en Division 1. C'est alors Robert Jonquet, figure du Stade de Reims de l'après-guerre et recruté comme défenseur central en 1960, à qui les dirigeants demandent de prendre en charge l'équipe. Il reste en poste jusqu'en 1964 et parvient à maintenir le RC Strasbourg en milieu de tableau en D1,.

#### Période marquée par Paul Frantz (1964-1977)
Paul Frantz, un « inconnu du monde professionnel » professeur au centre régional d'éducation populaire et de sport (CREPS), est nommé entraîneur en 1964. Il permet au club de jouer à nouveau les premiers rôles en insistant sur l'aspect tactique et sur la préparation physique des joueurs. La victoire en Coupe de France 1965-1966 face au FC Nantes se base ainsi sur l'« endurance » et la « volonté ». Paul Frantz prône le marquage individuel en défense avec un libero et quatre défenseurs au marquage, par opposition à la défense en zone qui est utilisé par le FC Nantes, champion de France 1965 et 1966 ou l'équipe de France. Les critiques l'accusent d'être le « fossoyeur » du football avec cette tactique. Sous sa direction, le RC Strasbourg obtient aussi ses premiers résultats en compétition européenne, avec l'élimination du Milan AC et du FC Barcelone en Coupe des villes de foires 1964-1965 puis une élimination par tirage au sort face au Milan AC la saison suivante.
Paul Frantz démissionne sur cette victoire en Coupe de France et retourne au CREPS. L'Autrichien Walter Presch assure l'intérim jusqu'à la nomination du joueur René Hauss, au poste d'entraîneur en avril 1967. René Hauss poursuit la tactique de marquage individuel mais assouplit la défense de fer mise en place par Paul Frantz en se limitant souvent à quatre défenseurs. Les résultats sont moins bons et, le président du club apprenant des contacts entre Hauss et le Standard de Liège, choisit de le démettre de sa fonction début 1968. René Hauss obtiendra par la suite d'excellents résultats notamment avec le Standard de Liège en remportant trois fois le championnat de Belgique entre 1969 et 1971,.
Le président Joseph Heintz décide alors de faire revenir Paul Frantz, qui entretemps a sauvé le club allemand du Karlsruher SC de la relégation dans la Bundesliga 1966-1967. Il tire à nouveau le Racing vers le haut en finissant cinquième de la D1 en 1969-1970. La saison suivante ne voit pas moins de trois changements d'entraîneur : Paul Frantz, qui doit céder sa place en octobre à l'ancien défenseur du RCS de la fin des années 1940 Paco Mateo, puis à Jenő Csaknády, récupère son poste pour les deux derniers mois de la saison. Le résultat de cette instabilité est une descente en Division 2. La reprise en main de l'équipe en 1971 par Casimir Nowotarski, ancien attaquant au club dix ans auparavant, se traduit par une remontée immédiate. Les techniciens Robert Domergue et Hennie Hollink se succèdent quand Paul Frantz, nommé directeur sportif puis coordinateur sportif, est rappelé une quatrième et dernière fois aux commandes de l'équipe en novembre 1975. Il ne peut malgré tout pas empêcher la relégation en Division 2 en 1976.
Le club strasbourgeois ambitionne la remontée immédiate sous la direction de Heinz Schilcher, qui cumule les fonctions d'entraîneur et de joueur. Très vite dans la saison il est suppléé par Alexander Schwartz, un ancien joueur du club avant-guerre et notamment finaliste de la Coupe des clubs champions européens 1964-1965 avec le Benfica Lisbonne. À 68 ans, celui qui est surnommé Elek Schwartz réussit sa dernière mission et rend le club en Division 1 quelques mois plus tard,.

#### De Gress à Gress (1977-1994)

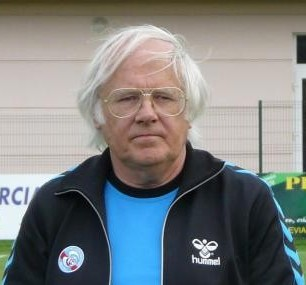
Gilbert Gress, ici en 2009, entraîne l'équipe de 1991 à 1994 après un premier passage de 1977 à septembre 1980.

Le nouvel entraîneur s'appelle en 1977 Gilbert Gress. En tant que joueur, il obtient des titres avec le RC Strasbourg et l'Olympique de Marseille mais c'est lors des quelques saisons passées au VfB Stuttgart qu'il développe son idée du football. Dans le rôle d'entraîneur, il axe le jeu de son équipe sur les passes, la conservation du ballon et sa progression vers l'avant. Son idée est que « tout le monde défend et tout le monde attaque »,. Il offre au club le titre de championnat de France 1978-1979 puis est limogé en septembre 1980 à cause de profonds désaccords avec son président André Bord. Le départ de Gress amène le directeur du centre de formation Raymond Hild à être intronisé entraîneur, ce dernier étant préféré à Alfredo Di Stéfano. En novembre 1981, Raymond Hild retrouve son poste au centre de formation, et est remplacé par Roger Lemerre, en provenance du Paris Football Club et « major du stage d'entraîneur ». Le Racing termine la saison 1982-1983 à deux points de la relégation ce qui conduit à la démission de Roger Lemerre.
La direction de l'équipe est attribuée en 1983 à l'Allemand Jürgen Sundermann, surnommé « Wundermann » pour ses bons résultats avec le VfB Stuttgart,. Jürgen Sundermann est démis de ses fonctions en mars après la 26e journée de championnat, alors que le club est à égalité de points avec le premier relégable. Jean-Noël Huck, jusqu'alors milieu offensif de l'équipe et qui totalise 18 matchs dans la saison, troque alors le terrain pour le banc d'entraîneur,. Il sauve le club de la relégation mais doit quitter sa fonction la saison suivante en raison de résultats insuffisants. À la demande d'André Bord, l'ancien milieu de terrain Francis Piasecki accepte de devenir entraîneur du RC Strasbourg en remplacement de Jean-Noël Huck en décembre 1985 mais ne peut empêcher la relégation en Division 2. Piasecki est le premier champion de France 1979 à occuper ce poste ; Albert Gemmrich, Léonard Specht et Jacky Duguépéroux suivront. En septembre 1986 et alors que le Racing est classé 17e en Division 2, le président Daniel Hechter nouvellement intronisé ne fait pas grand cas de Piasecki et le remplace immédiatement par Robert Herbin,. Ce dernier, malgré un palmarès d'entraîneur élogieux avec quatre titres de champion de France à la tête de l'AS Saint-Étienne, quitte le club dès la fin de saison sur une décevante neuvième place en Division 2.
Henryk Kasperczak prend la relève en 1987 et offre au club un titre de champion de Division 2 1988 et une montée en D1. Un mauvais début de saison le contraint ensuite à partir en septembre 1988. Ni Jean-Pierre Dogliani, ni Gérard Banide ne parviennent à éviter une relégation immédiate à l'échelon inférieur. Après un court intérim d'Albert Gemmrich, Léonard Specht est appelé aux commandes de l'équipe. Après le titre de champion en 1979 avec le Racing, celui-ci passe cinq saisons aux Girondins de Bordeaux puis termine sa carrière de footballeur au RC Strasbourg, comme capitaine et « grand frère » de l'équipe. En tant qu'entraîneur, Léonard Specht mène le RCS deux fois aux barrages d'accession en Division 1 lors des championnats 1990 et 1991 mais y échoue deux fois in extremis contre l'OGC Nice et le RC Lens,. Gilbert Gress fait son retour en 1991, ce qui met Specht sur la touche. La première saison est un succès puisque le club se classe deuxième en Division 2 et remonte en Division 1 via les barrages. Il stabilise ensuite le club dans l'élite du football français mais, à l'issue de son contrat de trois ans, il est contraint au départ à l'arrivée du nouveau président Roland Weller,.

#### De Duguépéroux à Duguépéroux (1994-2006)
Le RC Strasbourg fait appel à Daniel Jeandupeux, en fin de contrat au Stade Malherbe de Caen, pour mener le club vers le haut du classement. Le recrutement de Franck Sauzée, Aleksandr Mostovoï, Alexander Vencel et Xavier Gravelaine est considéré comme « haut de gamme », mais malgré un statut d'outsider et un bon départ, le club s'englue au milieu du classement et Jeandupeux est licencié en cours de saison. Une solution interne est privilégiée pour le remplacer. Le responsable de l'équipe des moins de 17 ans Jacky Duguépéroux, également champion de France 1979 avec le Racing, est promu entraîneur par intérim. Étant parvenu à redonner une « âme » à l'équipe, celui-ci est finalement confirmé à son poste à l'issue de la saison. Il mène le club vers une finale de Coupe de France en 1995, une victoire en Coupe de la Ligue 1997, et vers la coupe d'Europe. Il entretient de « mauvaises relations » avec le nouveau président Patrick Proisy et est remplacé par René Girard en janvier 1998. Duguépéroux reste néanmoins au club où il est affecté à l'encadrement des jeunes footballeurs du centre de formation. René Girard doit à son tour quitter le club en fin de saison, après l'avoir sauvé de la relégation. Il rejoint alors l'encadrement de l'équipe de France en tant qu'entraîneur adjoint.
Pierre Mankowski est nommé entraîneur du club en 1998. Il arrive à Strasbourg en compagnie du nouveau gestionnaire du club Claude Le Roy, qu'il vient d'assister à la Coupe du monde 1998 dans l'encadrement de l'équipe du Cameroun,. Encore 12e sur 18 dans le championnat 1998-1999, le Racing est seulement 17e en novembre 1999 : Mankowski, qui rejoint ensuite l'équipe de France des moins de 16 ans puis l'encadrement de l'équipe de France A, est remplacé au poste d'entraîneur par Le Roy,. Le club se redresse sous la direction de ce dernier, atteignant la neuvième place, mais est vite abonné aux dernières places la saison suivante. Le Roy est écarté en cours de saison au profit d'Yvon Pouliquen, chargé jusque-là de l'équipe réserve du club. Présenté comme entraîneur par intérim, il apporte la Coupe de France 2001 au club mais ne peut empêcher sa descente en Ligue 2. Pouliquen rebondit la saison suivante au FC Lorient qui, comme le Racing un an plus tôt, gagne la Coupe de France et est relégué en L2.
Déjà en pourparlers en novembre 2000 pour suppléer Pouliquen, l'ancien milieu de terrain du club au début des années 1990 Ivan Hašek rejoint le RC Strasbourg à l'intersaison 2001, deux ans après avoir fait ses débuts d'entraîneur au Slavia Prague. Faisant également partie de l'encadrement de l'équipe de République tchèque, il quitte peu après sa fonction d'adjoint du sélectionneur Jozef Chovanec. Ivan Hašek redonne confiance aux joueurs, « choqué[s] par la relégation », et fait remonter le club en Ligue 1 dès la première saison. Contraint de remplacer le Tchèque au départ de celui-ci en 2003, le gérant du club Marc Keller fait d'Antoine Kombouaré son premier choix. Kombouaré, alors entraîneur de l'équipe réserve du Paris Saint-Germain,, est également sollicité par le Stade rennais ainsi que par le PSG pour devenir l'adjoint de Vahid Halilhodžić. Il accepte la proposition de Strasbourg et prolonge même à l'été 2004 son contrat jusqu'en juin 2007. Un début de saison catastrophique - cinq défaites et quatre matchs nuls en neuf rencontres - conduisent cependant à son licenciement en octobre 2004. Jacky Duguépéroux, chargé du recrutement du RC Strasbourg, redevient alors entraîneur du club six ans après avoir quitté le poste. Celui-ci permet au club de remporter un nouveau titre, avec la Coupe de la Ligue française 2005, mais il quitte définitivement le Racing à l'issue de la saison 2005-2006, synonyme de nouvelle descente en Ligue 2.

#### Depuis 2006

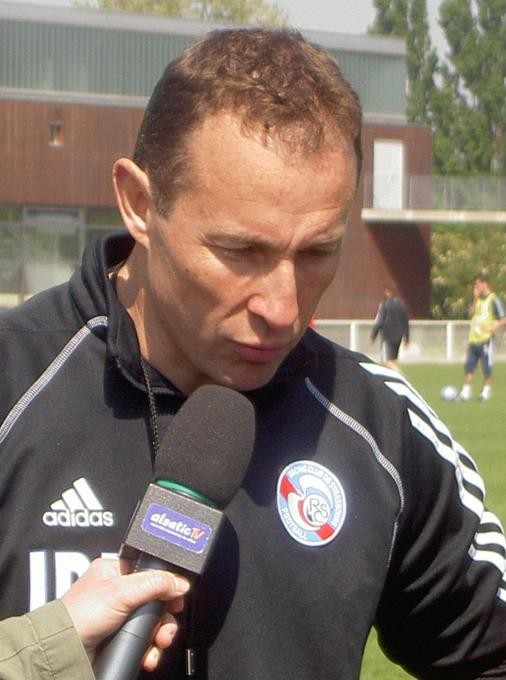
Jean-Pierre Papin est entraîneur en 2006-2007.

L'opération remontée en Ligue 1 est confiée à Jean-Pierre Papin qui entraîne là sa première équipe professionnelle après une montée en Championnat de France amateur 2 (CFA2) avec le FC Bassin d'Arcachon. Malgré une troisième place en Ligue 2 2007, synonyme d'accession en première division, il quitte le RC Strasbourg en désaccord avec la direction,,. Le successeur de Papin est Jean-Marc Furlan, également annoncé à Saint-Étienne et Sochaux, qui signe un contrat de trois ans. Il sort d'une expérience d'entraîneur à Troyes, qu'il a fait monter en L1 puis redescendre en L2. La saison 2007-2008 du Racing est un échec. Le club ne parvient pas à se maintenir en première division, et Furlan est maintenu à son poste avec pour objectif la remontée immédiate en 2008-2009. En cours de saison, le président Philippe Ginestet et Jean-Marc Furlan concluent un accord verbal : 
Furlan peut quitter le club en cas de montée et s'engage à partir sans exiger les rémunérations liées à sa dernière année de contrat dans le cas contraire. La montée est ratée lors de la dernière journée de championnat mais Furlan revient sur sa parole, et se fait licencier.
Léonard Specht, devenu président à l'intersaison 2009, est à la recherche d'un « homme à poigne » pour faire remonter le club en Ligue 1. Le poste est tout d'abord proposé à Joël Muller, le directeur sportif du FC Metz, qui refuse. Luis Fernandez demande quant à lui une rémunération trop importante. Léonard Specht, champion de France 1979 sous les ordres de Gilbert Gress, s'engage alors pour le retour de ce dernier et obtient le soutien du Conseil d'administration du club. Gress entre très vite en conflit avec une majorité de joueurs et avec l'actionnaire majoritaire et ancien président Ginestet, puis est démis de ses fonctions après deux matchs officiels,. L'adjoint de Gilbert Gress Pascal Janin est nommé entraîneur par intérim. Confirmé à son poste puis remis en cause à plusieurs reprises par l'équipe dirigeante,, il reste en place toute la saison. La descente au troisième échelon national, en championnat National, conduit à son licenciement et son remplacement en juin 2010 par Laurent Fournier, ancien international français qui connaît ce championnat pour y avoir entraîné l'Union sportive Créteil-Lusitanos la saison précédente. Celui-ci signe un contrat de deux ans mais, en janvier 2011, il est averti via son agent de son limogeage prévu après un match de Coupe de France contre Évian Thonon Gaillard. Ce match est finalement gagné 1-0 par Strasbourg et Fournier est maintenu à son poste,. Par suite de l'échec de la remontée et de l'incertitude quant à l'avenir du club, Fournier quitte Strasbourg pour l'AJ Auxerre en juin 2011.
L'entraîneur de l'équipe réserve, François Keller, prend alors en charge l'équipe première en CFA 2, le championnat amateur de cinquième niveau. Après deux mois de bénévolat au sein du club, un contrat à durée indéterminée est proposé à Keller qui préfère signer un contrat de cinq ans. Sa première saison à la tête de l'équipe se solde par une montée en championnat de CFA, suivie directement par une montée en National. Toutefois, en raison des piètres résultats de l'équipe, il est remplacé par Jacky Duguépéroux fin mars 2014. L'entraîneur à la retraite, resté proche du club, accepte de s'engager une troisième fois mais ne parvient pas à éviter la relégation sportive. En mai 2014, Duguépéroux est confirmé à son poste pour la nouvelle saison alors que François Keller est nommé directeur du centre de formation.

### Statistiques

#### Records et statistiques
D'Oscar Bongard en 1928-1929 à Laurent Fournier au cours de la saison 2010-2011, 60 entraîneurs dont 51 différents se succèdent à la tête du RC Strasbourg,. Durant cette période l'entraîneur reste en place en moyenne pendant un an et quatre mois, soit à peine plus qu'une saison de championnat. L'instabilité à ce poste est particulièrement forte pendant les années 1980 puisque 13 entraîneurs occupent le poste durant cette décennie marquée par deux descentes en deuxième division en 1986 et 1989. Le RC Strasbourg est parfois surnommé l'« OM de l'Est » en raison des changements fréquents dans l'encadrement du club et en référence à l'instabilité du club marseillais,.
Gilbert Gress est l'entraîneur ayant dirigé le RC Strasbourg sur la période consécutive la plus longue, pendant trois ans et quatre mois de juin 1977 à septembre 1980. Seuls sept autres entraîneurs dirigent l'équipe pendant plus de deux ans de suite. Il s'agit de l'Autrichien Josef Blum dans les années 1930, l'Allemand Karl Bostelaar pendant la Seconde Guerre mondiale, Charles Nicolas, Robert Jonquet, Paul Frantz et Casimir Nowotarski jusqu'aux années 1970, et plus récemment Jacky Duguépéroux dans les années 1990. Gilbert Gress est aussi celui qui a été au total le plus longtemps à la tête de l'équipe : il a dirigé l'équipe pendant 6 ans et 6 mois sur trois périodes distinctes. Il devance sur le plan de la longévité Paul Frantz (5 ans et 5 mois répartis sur quatre périodes), Jacky Duguépéroux (4 ans et 7 mois sur deux périodes), Émile Veinante (4 ans et 7 mois sur trois périodes) et Pépi Humpal (4 ans sur deux périodes),.
Parmi les entraîneurs du RCS, on compte 18 techniciens étrangers dont six Autrichiens, qui étaient notamment présents dans les années 1930 à l'époque de la grande équipe nationale autrichienne, la Wunderteam. De 1981 à 1983 l'entraîneur se nomme Roger Lemerre qui, après avoir dirigé le Racing, remporte notamment l'Euro 2000 et la Coupe des confédérations 2001 avec l'équipe de France. Jean-Marc Furlan est le seul entraîneur du Racing maintenu à son poste malgré une relégation en division inférieure, celle de 2008 en Ligue 2 : lors des neuf autres descentes en deuxième division ou lors de la descente en troisième division en 2010, l'entraîneur responsable de l'équipe a en effet toujours été écarté soit en cours de saison soit juste après la descente,.

#### Palmarès
Jacky Duguépéroux est l'entraîneur le plus titré avec le Racing Club de Strasbourg puisqu'il remporte la Coupe Intertoto 1995 et les Coupes de la Ligue 1997 et 2005. L'entraîneur emblématique du club alsacien est pourtant Gilbert Gress qui, à la tête de l'équipe, obtient le titre de champion de France en 1979 ainsi qu'une remontée en Division 1 en 1992. En 2000, les supporters élisent Gilbert Gress comme entraîneur du siècle en Alsace,. D'autres entraîneurs apportent des titres au club : le Racing remporte ainsi la Coupe de France sous les ordres de Charles Nicolas, Paul Frantz et Yvon Pouliquen en 1951, 1966 et 2001 respectivement. Robert Jonquet quant à lui permet au club de gagner l'ancienne version de la Coupe de la ligue en 1964.

#### Périodes d'activité des entraîneurs
Le tableau suivant liste les différents techniciens ayant exercé comme entraîneur principal pendant au moins une rencontre de l'équipe première du Racing Club de Strasbourg. Sauf indication contraire, les périodes indiquées dans le tableau commencent et se terminent respectivement en début et fin de saison, c'est-à-dire généralement en juin. Les statistiques de chaque entraîneur prennent en compte les matchs disputés en compétition officielle, incluant les rencontres du championnat de France (Division 1/Ligue 1, Division 2/Ligue 2, barrages de montée en Division 1, matchs des champions en Division 2, et championnat National), des coupes nationales (Coupe de France, Trophée des champions, Coupe de la Ligue française de football, Coupe Charles Drago), et des coupes d'Europe (Coupe des clubs champions européens, Coupe d'Europe des vainqueurs de coupe, Coupe UEFA et Ligue Europa, Coupe Intertoto, et Coupe des villes de foires).
| Rang | Nat.      | Nom                   | Période             | Durée            | J   | G  | N  | P  | Bp  | Bc  | Diff. |
| ---- | --------- | --------------------- | ------------------- | ---------------- | --- | -- | -- | -- | --- | --- | ----- |
| 1    |           | Oscar Bongard         | 1928–1930           | 2 ans            | 2   | 0  | 0  | 2  | 1   | 8   | -7    |
| 2    |           | Adolf Riebe           | 1930–1932           | 2 ans            | 4   | 2  | 0  | 2  | 5   | 9   | -4    |
| 3    | ???       | Louis Neureuther      | 1932–1933           | 1 an             | 3   | 2  | 0  | 1  | 6   | 7   | -1    |
| 4    |           | Robert Fischer        | 1933–déc. 1933      | 7 mois           | 16  | 10 | 0  | 6  | 48  | 32  | +16   |
| 5    |           | Friedrich Kerr        | jan. 1934–1935      | 1 an et 5 mois   | 49  | 31 | 11 | 7  | 112 | 55  | +57   |
| 6    |           | Josef Blum            | 1935–1938           | 3 ans            | 102 | 50 | 23 | 29 | 227 | 137 | +90   |
| 7    | Autriche  | Charles Rumbold       | 1938–1940           | 2 ans            | 31  | 10 | 8  | 13 | 39  | 44  | -5    |
| 8    | Allemagne | Karl Bostelaar        | 1941–1944           | 3 ans            | nc  | nc | nc | nc | nc  | nc  | nc    |
| 9    |           | Émile Veinante        | 1945–1947           | 2 ans            | 80  | 40 | 14 | 26 | 158 | 120 | +38   |
| 10   |           | Kaj Andrup            | 1947–1948           | 1 an             | 35  | 13 | 11 | 11 | 83  | 60  | +23   |
| 11   |           | Émile Veinante (2)    | 1948–1949           | 1 an             | 35  | 10 | 6  | 19 | 41  | 71  | -30   |
| 12   |           | Charles Nicolas       | 1949–avr. 1952      | 2 ans et 10 mois | 109 | 37 | 24 | 48 | 168 | 216 | -48   |
| 13   |           | Segundo Pascual       | avr. 1952–1952      | 2 mois           | 4   | 0  | 1  | 3  | 3   | 11  | -8    |
| 14   |           | Pépi Humpal           | 1952–1955           | 3 ans            | 117 | 64 | 19 | 34 | 262 | 169 | +93   |
| 15   |           | Oscar Heisserer       | 1955–1956           | 1 an             | 38  | 14 | 6  | 18 | 64  | 76  | -12   |
| 16   |           | Jean Avellaneda       | 1956–1957           | 1 an             | 40  | 12 | 9  | 19 | 54  | 80  | -26   |
| 17   |           | Ferdinand Faczinek    | 1957–1958           | 1 an             | 47  | 26 | 10 | 11 | 100 | 58  | +42   |
| 18   |           | Pépi Humpal (2)       | 1958–1960           | 2 ans            | 84  | 27 | 18 | 39 | 140 | 191 | -51   |
| 19   |           | Émile Veinante (3)    | 1960–déc. 1961      | 1 an et 6 mois   | 67  | 29 | 13 | 25 | 112 | 88  | +24   |
| 20   |           | Robert Jonquet        | déc. 1961–1964      | 2 ans et 6 mois  | 106 | 36 | 33 | 37 | 146 | 144 | +2    |
| 21   |           | Paul Frantz           | 1964–1966           | 1 an et 11 mois  | 94  | 37 | 31 | 26 | 147 | 113 | +34   |
| 22   |           | Walter Presch         | 1966–avr. 1967      | 9 mois           | 34  | 16 | 5  | 13 | 47  | 42  | +5    |
| 23   |           | René Hauss            | avr. 1967–fév. 1968 | 11 mois          | 38  | 13 | 9  | 16 | 36  | 40  | -4    |
| 24   |           | Paul Frantz (2)       | mars 1968–oct. 1970 | 2 ans et 7 mois  | 109 | 38 | 27 | 44 | 147 | 143 | +4    |
| 25   |           | Paco Mateo            | oct. 1970–fév. 1971 | 4 mois           | 14  | 5  | 3  | 6  | 21  | 21  | 0     |
| 26   |           | Jenő Csaknády         | fév. 1971–avr. 1971 | 2 mois           | 10  | 2  | 1  | 7  | 10  | 15  | -5    |
| 27   |           | Paul Frantz (3)       | avr. 1971–1971      | 2 mois           | 7   | 4  | 0  | 3  | 14  | 13  | +1    |
| 28   |           | Casimir Nowotarski    | 1971–nov. 1973      | 2 ans et 5 mois  | 88  | 38 | 20 | 30 | 158 | 118 | +40   |
| 29   |           | Robert Domergue       | nov. 1973–1974      | 7 mois           | 27  | 12 | 7  | 8  | 49  | 39  | +10   |
| 30   |           | Hennie Hollink        | 1974–nov. 1975      | 1 an 7 mois      | 67  | 26 | 16 | 25 | 87  | 96  | -9    |
| Rang | Nat.      | Nom                   | Période             | Durée            | J   | G  | N  | P  | Bp  | Bc  | Diff. |
| 31   |           | Paul Frantz (4)       | nov. 1975–1976      | 5 mois           | 17  | 4  | 5  | 8  | 19  | 26  | -7    |
| 32   |           | Heinz Schilcher       | 1976–nov. 1976      | 5 mois           | 12  | 8  | 0  | 4  | 31  | 9   | +22   |
| 33   |           | Alexander Schwartz    | nov. 1976–1977      | 7 mois           | 31  | 21 | 5  | 5  | 71  | 24  | +47   |
| 34   |           | Gilbert Gress         | 1977–sep. 1980      | 3 ans et 3 mois  | 152 | 77 | 39 | 36 | 254 | 159 | +95   |
| 35   |           | Raymond Hild          | sep. 1980–nov. 1981 | 1 an et 2 mois   | 55  | 21 | 17 | 17 | 76  | 59  | +17   |
| 36   |           | Roger Lemerre         | nov. 1981–1983      | 1 an et 7 mois   | 63  | 20 | 19 | 24 | 68  | 79  | -11   |
| 37   |           | Jürgen Sundermann     | 1983–mars 1985      | 1 an et 9 mois   | 68  | 19 | 26 | 23 | 74  | 80  | -6    |
| 38   |           | Jean-Noël Huck        | mars 1985–déc. 1985 | 9 mois           | 38  | 8  | 13 | 17 | 34  | 59  | -25   |
| 39   |           | Francis Piasecki      | déc. 1985–sep. 1986 | 9 mois           | 27  | 10 | 6  | 11 | 35  | 33  | +2    |
| 40   |           | Robert Herbin         | sep. 1986–1987      | 9 mois           | 35  | 17 | 8  | 10 | 47  | 33  | +14   |
| 41   |           | Henryk Kasperczak     | 1987–sep. 1988      | 1 an et 3 mois   | 54  | 27 | 13 | 14 | 94  | 49  | +45   |
| 42   |           | Jean-Pierre Dogliani  | sep. 1988           | 0,5 mois         | 2   | 0  | 0  | 2  | 1   | 3   | -2    |
| 43   |           | Gérard Banide         | oct. 1988–août 1989 | 10 mois          | 33  | 10 | 12 | 11 | 45  | 46  | -1    |
| 44   |           | Albert Gemmrich       | sep. 1989           | 0,1 mois         | 1   | 0  | 0  | 1  | 1   | 2   | -1    |
| 45   |           | Léonard Specht        | sep. 1989–1991      | 1 an et 9 mois   | 74  | 38 | 17 | 19 | 147 | 89  | +58   |
| 46   |           | Gilbert Gress (2)     | 1991–1994           | 3 ans            | 121 | 45 | 45 | 31 | 192 | 143 | +49   |
| 47   |           | Daniel Jeandupeux     | 1994–mars 1995      | 9 mois           | 35  | 13 | 11 | 11 | 43  | 41  | +2    |
| 48   |           | Jacky Duguépéroux     | mars 1995–jan. 1998 | 2 ans et 10 mois | 146 | 61 | 34 | 51 | 195 | 161 | +34   |
| 49   |           | René Girard           | jan. 1998–1998      | 5 mois           | 11  | 4  | 4  | 3  | 15  | 10  | +5    |
| 50   |           | Pierre Mankowski      | 1998–nov. 1999      | 1 an et 5 mois   | 53  | 12 | 21 | 20 | 47  | 64  | -17   |
| 51   |           | Claude Le Roy         | nov. 1999–nov. 2000 | 1 an             | 42  | 15 | 9  | 18 | 46  | 68  | -22   |
| 52   |           | Yvon Pouliquen        | nov. 2000–2001      | 7 mois           | 24  | 8  | 7  | 9  | 28  | 29  | -1    |
| 53   |           | Ivan Hašek            | 2001–2003           | 2 ans            | 89  | 33 | 27 | 29 | 101 | 97  | +4    |
| 54   |           | Antoine Kombouaré     | 2003–oct. 2004      | 1 an et 4 mois   | 49  | 10 | 18 | 21 | 51  | 68  | -17   |
| 55   |           | Jacky Duguépéroux (2) | oct. 2004–2006      | 1 an et 8 mois   | 86  | 27 | 28 | 31 | 101 | 99  | +2    |
| 56   |           | Jean-Pierre Papin     | 2006–2007           | 1 an             | 44  | 23 | 13 | 8  | 64  | 42  | +22   |
| 57   |           | Jean-Marc Furlan      | 2007–2009           | 2 ans            | 82  | 28 | 21 | 33 | 100 | 110 | -10   |
| 58   |           | Gilbert Gress (3)     | 2009–août 2009      | 2 mois           | 2   | 0  | 0  | 2  | 2   | 8   | -6    |
| 59   |           | Pascal Janin          | août 2009–2010      | 10 mois          | 40  | 11 | 15 | 14 | 48  | 51  | -3    |
| 60   |           | Laurent Fournier      | 2010–2011           | 1 an             | 48  | 26 | 18 | 4  | 76  | 32  | +44   |
| Rang | Nat.      | Nom                   | Période             | Durée            | J   | G  | N  | P  | Bp  | Bc  | Diff. |
| 61   |           | François Keller       | 2011-mars 2014      | 2 ans et 9 mois  | 105 | 55 | 27 | 23 | 186 | 80  | +106  |
| 62   |           | Jacky Duguépéroux (3) | mars 2014-2016      | 2 ans et 3 mois  | 84  | 41 | 26 | 17 | 116 | 64  | +52   |
| 63   |           | Thierry Laurey        | 2016 - 2021         | 5 ans            | 210 | 82 | 51 | 77 | 289 | 284 | +5    |
| 64   |           | Julien Stéphan        | 2021 - 2023         | 2 ans            | 58  | 19 | 21 | 18 | 81  | 75  | +6    |
| 65   |           | Mathieu Le Scornet    | 2023 - 2023         | 1 mois           | 6   | 2  | 1  | 3  | 7   | 10  | -3    |
| 66   |           | Frédéric Antonetti    | 2023                | 6 mois           | 15  | 6  | 4  | 5  | 24  | 18  | +6    |
| 67   |           | Patrick Vieira        | 2023-2024           | 1 ans            | 38  | 13 | 10 | 15 | 48  | 52  | -4    |
| 68   |           | Liam Rosenior         | 2024-               |                  |     |    |    |    |     |     |       |

## Assistants
L'entraîneur principal est entouré d'un groupe d'assistants de taille variable pouvant comprendre adjoint, entraîneur des gardiens et préparateur physique. D'autres personnes, chargées par exemple de l'observation des adversaires, sont aussi au service de l'entraîneur sans être toutefois au contact quotidien de l'équipe professionnelle.

### Entraîneurs adjoints
Le poste d'entraîneur adjoint apparaît au RC Strasbourg dans les années 1980 avec Freddy Zix. Déjà au club depuis 1984 en tant que directeur du centre de formation, il occupe le rôle d'adjoint de 1985 à 1987. Le prochain adjoint est Albert Gemmrich. En provenance du centre de formation du RCS, il est au service de l'entraîneur Gérard Banide à partir de juin 1989. Lorsque ce dernier quitte le club deux mois plus tard, Gemmrich assure un intérim d'un match puis redevient adjoint du nouvel entraîneur Léonard Specht jusqu'en 1991. Gilbert Gress, qui est rappelé au club en 1991, souhaite « travailler seul » et ne prend pas d'adjoint. Jean-Marc Kuentz, à la tête de l'équipe réserve depuis 1995, est adjoint à partir de 1998. En 2001, l'entraîneur tchèque du club Ivan Hašek choisit comme adjoint son compatriote Karel Jarolím, alors entraîneur principal du Slavia Prague.
Lorsque Antoine Kombouaré prend en charge l'équipe professionnelle en 2003, il arrive avec comme adjoint Bernard Guignedoux. Cet ancien footballeur, milieu de terrain notamment au Paris FC et à l'AS Monaco à la fin des années 1970, est entraîneur au centre de formation du Paris Saint-Germain de 1981 à 2003. Bernard Guignedoux est l'entraîneur officiel du club car Kombouaré n'a pas encore son diplôme d'entraîneur professionnel. Au départ de Kombouaré en octobre 2005, il se contente de superviser les adversaires du RCS, le nouvel entraîneur Jacky Duguépéroux ne souhaitant pas avoir d'adjoint à ses côtés, puis rejoint à nouveau Kombouaré au Valenciennes Football Club en tant qu'adjoint. En 2006-2007, Sébastien Migné, alors entraîneur de La Roche Vendée Football, devient l'adjoint de Jean-Pierre Papin. Jean-Marc Furlan arrive au Racing en 2007 accompagné de Noureddine Bouachera, son fidèle adjoint depuis 1999 au FC Libourne-Saint-Seurin puis à Troyes. Bouachera perd son poste d'adjoint lors du renvoi de l'entraîneur Furlan en 2009.
Pascal Janin, d'abord candidat au poste d'entraîneur principal du club, est nommé adjoint de Gilbert Gress en juin 2009. Les deux techniciens ont déjà travaillé dans cette configuration au Football Club de Metz en 2002. Après le renvoi de Gress deux mois plus tard, Pascal Janin prend en charge l'entraînement de l'équipe. Il obtient à son tour les services d'un adjoint début 2010 en la personne de Cyril Serredszum, ancien footballeur de 38 ans qui a l'expérience du poste puisqu'il a assisté Francis De Taddeo lors du titre de champion de Ligue 2 2007 du FC Metz. Il est préféré à Noureddine Bouachera, ex-adjoint de Jean-Marc Furlan toujours présent au RCS, et Alain Geiger, ancien international suisse devenu entraîneur de plusieurs clubs du championnat suisse. Serredszum, qui bénéficie d'un prolongement automatique de son contrat en cas de maintien du Racing en Ligue 2, quitte le club au bout de six mois en raison de la descente en championnat National. Jacques Canosi, alors entraîneur des moins de 19 ans du club, est promu au poste d'adjoint de Laurent Fournier pour la saison 2010-2011,. Ce dernier quittant le club, Jacques Canosi devient de fait entraîneur interimaire pendant quelques semaines à l'intersaison 2011, sans toutefois diriger de rencontre.
Après la liquidation du club prononcée en août 2011, le nouveau patron du club Frédéric Sitterlé engage Sébastien Roi comme adjoint de François Keller pour un an. Sébastien Roi, ancien stagiaire au centre de formation du RC Strasbourg de 1994 à 1997, cumule sa fonction avec le poste d'entraîneur du FCSR Obernai en Division d'honneur,. Il reste également adjoint lorsque Jacky Duguépéroux remplace François Keller en mars 2014.

### Entraîneurs des gardiens

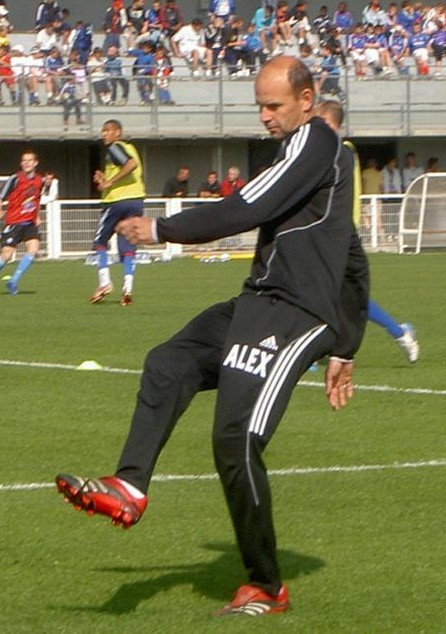
Alexander Vencel, entraîneur des gardiens de 2006 à 2010

Dominique Dropsy, gardien de but du RC Strasbourg à partir de 1973, connaît ses premières séances avec un entraîneur spécifique quand il quitte le club pour les Girondins de Bordeaux en 1984. Le poste d'entraîneur des gardiens se généralise dans les clubs de football professionnels à partir du début des années 1990. Au Racing, c'est Pascal Janin, ancien gardien de but, qui s'implique le premier dans cette fonction. Il ne s'occupe pas des gardiens à plein temps mais leur offre des séances spécifiques « de façon ponctuelle » à côté de son poste de responsable du centre de formation, qu'il occupe de 1989 à 1995. Pascal Janin est licencié par le club en avril de cette année en compagnie de l'entraîneur principal du club Daniel Jeandupeux.
Le club se dote ensuite d'un entraîneur spécifique pour les gardiens du club à partir de janvier 1997. Le premier qui est employé à plein temps pour cette tâche est Michel Ettorre, « gardien emblématique » du Football Club de Metz dans les années 1980 et entraîneur des gardiens dans ce même club de 1991 jusqu'à l'intersaison 1996. Celui-ci est en poste quatre saisons et demie et s'occupe entre autres du gardien titulaire Alexander Vencel. Michel Ettorre est remplacé en 2001 par Christian Mattiello, précédemment recruteur du club puis responsable de l'équipe réserve, qui quitte le club au bout d'une saison pour devenir adjoint de Yvon Pouliquen au Football Club Lorient. Pascal Janin, qui depuis son départ du RC Strasbourg est dans l'encadrement technique du Football Club de Metz, revient au club à l'intersaison 2002 sous l'impulsion du gérant du Racing Marc Keller. En 2004, l'entraîneur des gardiens devient Philippe Sence, qui vient d'occuper le même poste pendant quatre ans au Havre Athletic Club. Cet ancien gardien de but reste en place deux saisons avant de passer dans l'encadrement du centre de formation du RCS.
Philippe Sence est remplacé en 2006 par Alexander Vencel qui, après sa fin de carrière de footballeur au Havre, sort de sa première expérience d'entraîneur puisqu'il s'est occupé en 2005-2006 des jeunes gardiens du centre de formation du HAC,. Bénéficiant d'un contrat de quatre ans, il arrive en fin de contrat en juin 2010 tout comme les trois gardiens du club Stéphane Cassard, Régis Gurtner et Kévin Sommer. Le président Jean-Claude Plessis affirme vouloir proposer à Alexander Vencel, titulaire du Diplôme d'entraîneur professionnel de football depuis quelques mois, le poste d'entraîneur adjoint ou d'entraîneur des gardiens mais « sonde » auparavant Stéphane Cassard. Vencel refuse l'offre de prolongation assortie d'une baisse de salaire de 20 % qui ne lui est faite que le 28 juin. Après le refus de Stéphane Cassard, David Klein, alors au centre de formation pour encadrer les jeunes gardiens du club, accepte de prendre le poste d'entraîneur des gardiens pour la saison 2010-2011,. En 2011, la perte du statut professionnel par le club conduit au remplacement de David Klein par Albert Stoeckel. Depuis cette date, Alexander Vencel revient à nouveau régulièrement au club pour s'occuper bénévolement des gardiens de but,.

### Préparateurs physiques
Le RC Strasbourg se dote à partir des années 1990 de préparateurs physiques chargés spécifiquement de s'occuper de l'effectif professionnel. Le préparateur physique Jean-Claude Thiry rejoint ainsi le RCS en 1993. Il quitte le club deux ans plus tard pour rejoindre l'entraîneur Arsène Wenger dans le club japonais Nagoya Grampus. L'aspect physique des joueurs professionnels est pris en charge à partir de 1998 par Paul Quétin. Recruté par le président et ancien joueur professionnel de tennis Patrick Proisy, Quétin arrive en provenance de la Fédération française de tennis (FFT), où il s'occupait de l'entraînement des joueurs de tennis. Licencié en 2001, il rejoint à nouveau la FFT au Centre national d'entraînement de Roland-Garros. Jean-Claude Thiry, ayant quitté le Nagoya Grampus après la saison 2000 du championnat japonais, reprend sa fonction au RCS à partir de 2001 pour deux saisons. Michel Dufour est actif au club en tant que préparateur physique de 2002 à 2006,. Il est poussé vers la sortie en 2006 par le président Philippe Ginestet et s'engage alors à l'AS Saint-Étienne puis au club émirati d'Al-Ahli. Le président remplace Dufour par Jean-Claude Thiry, sans club depuis son précédent départ en 2003 et dont c'est le troisième bail au Racing. Son travail est remis en cause au cours de la saison de la descente en National en 2009-2010. Il est finalement remplacé pour la saison 2010-2011 par Sébastien Chinelli, jusqu'alors en poste au centre de formation,.

### Autres membres de l'encadrement technique
L'encadrement technique comprend aussi des personnes affectées à l'observation des adversaires et à la préparation de séquences vidéo à destination de l'entraîneur et des joueurs. Au départ de Jean-Marc Furlan en 2009, c'est son ex-adjoint Noureddine Bouachera qui est chargé lors de la dernière année de son contrat de la supervision des futurs adversaires du Racing, de la cellule vidéo et de missions de recrutement,. En 2010, les fonctions du coordinateur sportif Pascal Camadini sont réduites à l'analyse du jeu des adversaires et à la préparation des sessions vidéo sur ceux-ci, fonctions assimilées à une « mise au placard ».
L'entraîneur Jean-Marc Furlan arrive au club en 2007 avec une préparatrice mentale, sa compagne Cécile Traverse, et un statisticien Emmanuel Pascal. Après la descente en deuxième division en fin de saison, la préparatrice mentale est licenciée. Le statisticien reste lui dans l'équipe de Furlan mais est alors payé directement par ce dernier en 2008-2009,.
En septembre 2023, l'ancienne vice-championne d'Europe du relais 4 x 100 mètres, Céline Distel-Bonnet, rejoint le club, engagée comme diététicienne. C'est à première personne à occuper officiellement ce poste, qui incombait auparavant à la cellule médicale.